# Corax
Corax de Syracuse (en grec ancien Κόραξ) est un sophiste du VIe siècle av. J-C., fondateur de la rhétorique, maître de Tisias. Il est considéré comme l'inventeur du sommaire, bien que la tradition historique reste très incertaine.
Le nom de corax fut réutilisé pour désigner l'« argument du corax », soit le renversement des réaffirmations et le type des ouvrages sur les parties des discours tel la Rhétorique à Alexandre et l'Art du discours politique.

## Biographie

### Selon la tradition
D'après la légende, Corax demanda à être payé pour cet enseignement à la condition seule que Tisias gagne son premier procès.  À l'inverse, si Tisias perdait son procès, cela prouverait l'inefficacité de sa méthode, et Corax ne demanderait pas d'honoraires. Il semble qu'il y eut une brouille envers Tisias et Corax, qui retourna l'argument de Tisias en affirmant que, s'il gagnait, il ne devait rien à Corax et que, s'il ne gagnait pas, il ne lui devrait rien non plus puisqu'il aurait perdu son premier procès. Les juges les renvoyèrent d'une formule : « De mauvais corbeau, mauvais œufs. » Tisias est censé avoir développé la rhétorique judiciaire et notamment le champ argumentatif. Il est mort en -467. Platon, Aristote et Cicéron font des allusions à Corax et Tisias, fondateur d'une école dont est sorti Gorgias.

### Validité historique
Les savants et philologues furent divisés sur l'existence de Corax et de son disciple Tisias. L'histoire du procès n'est racontée qu'au Ve siècle de notre ère, dans des prolégomènes sur la rhétorique d'Hermogène, d'où la théorisation d'un « Corax Byzantin ». Les autres allusions qu'elles soient contemporaines ou tardives sont très limitées. Il faut attendre Hermias pour comprendre que Corax est le maître de Tisias. Les différents témoignages indiquent plusieurs incompatibilités, les prolégomènes byzantins indiquent que Corax utilise la rhétorique judiciaire mais lui rejette un rôle politique, quand Platon, Aristote et Cicéron lui en attribuent un. Les scolastiques pensent pour la plupart que le rôle de Corax doit être reconsidéré (une minorité rejette la tradition byzantine). Il est probable que l'attribution d'un rôle politique à Corax dérive d'une théorie de l'école péripatéticienne. D'autant que les termes et divisions rhétoriques ne correspondent pas, ayant été ultérieurement attribués. Il semble d'ailleurs que Corax soit un surnom, une épithète, on n'est pas non plus certain de nom de Tisias. On conclut que son existence historique telle qu'on la connaît n'est pas assurée.

## Fondateur de la rhétorique
Corax a jeté les bases de l'art rhétorique, en divisant le discours en cinq parties : l'exorde (ou introduction), la narration (ou exposé des faits), l'argumentation, la confirmation et la péroraison (ou conclusion). Il a donné à cette démarche un but bien précis, qui est d'aboutir à la persuasion, résultant elle-même de la vraisemblance. Il ne s'agit pas d'établir la vérité, mais de se demander comment une idée, éventuellement erronée, doit être présentée à des auditeurs de manière à la faire paraître vraisemblable.